# Tusenskönorna
Tusenskönorna (tjeckiska: Sedmikrásky) är en tjeckoslovakisk dramafilm från 1966 i regi av Věra Chytilová. Filmen var Chytilovás andra och är hennes mest omdiskuterade verk än idag, som den tjeckoslovakiska nya vågens mest radikala och excentriska gren. Tusenskönorna förbjöds i Tjeckoslovakien och från att exporteras.

## Handling
Filmen handlar om två tonårsflickor, båda vid namn Marie, vilka beslutar sig för att om världen är på väg utför så ska de också vara det. De ger sig ut på en rad destruktiva upptåg. Bland annat tar de äldre män på förödmjukande dejter, använder ett bankettbord som catwalk samt blir fulla på en nattklubb och stjäl uppmärksamheten från dess artister.

## Medverkande
| Jitka Cerhová   | – Marie 1, den mörkhåriga     |
| Ivana Karbanová | – Marie 2, den blonda         |
| Julius Albert   | – mannen med fjärilssamlingen |
| Jan Klusák      | – ung man                     |
| Marie Češková   | – kvinna på toaletten         |
| Jiřina Myšková  | – kvinna på toaletten         |
| Jaromír Vomáčka | – en glad herre               |